# Micropterus
Micropterus – rodzaj ryb okoniokształtnych z rodziny bassowatych. Większość osobników osiąga długość 40–60 cm, choć pojedyncze okazy mogą mierzyć nawet metr. Są koloru szarozielonego, z ciemnymi wzorami po bokach.

## Klasyfikacja
Gatunki zaliczane do tego rodzaju:
- Micropterus cataractae
- Micropterus coosae
- Micropterus dolomieu – bass małogębowy[3]
- Micropterus floridanus
- Micropterus henshalli
- Micropterus notius
- Micropterus punctulatus
- Micropterus salmoides – bass wielkogębowy[4][3]
- Micropterus treculii

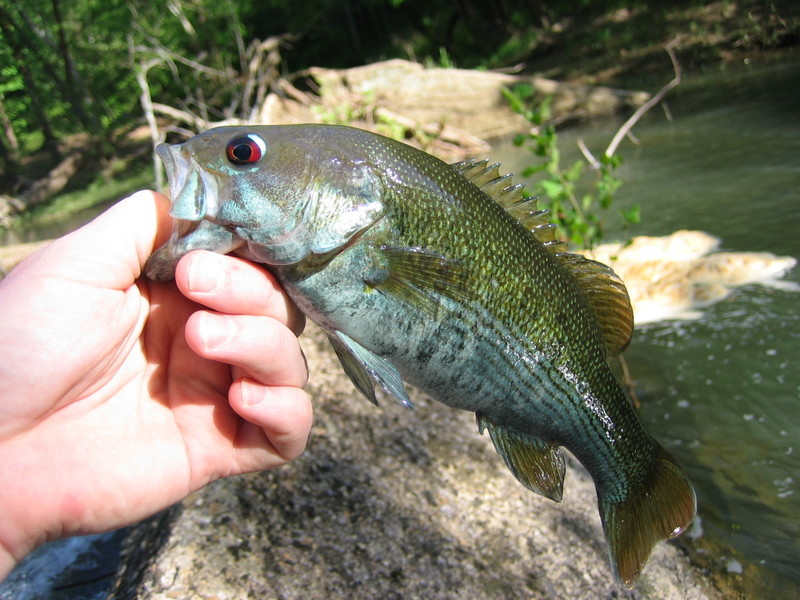
Micropterus coosae
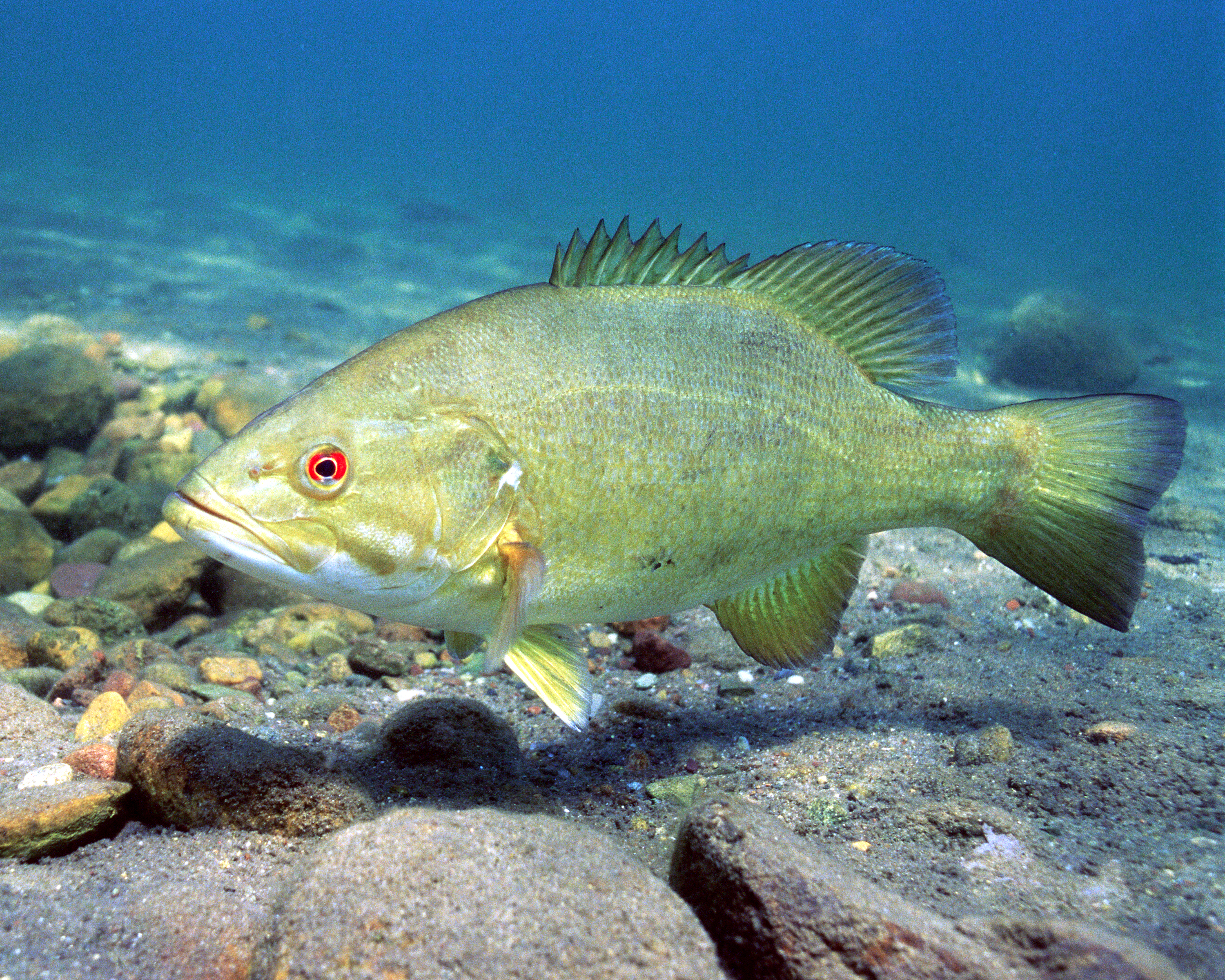
Micropterus dolomieu
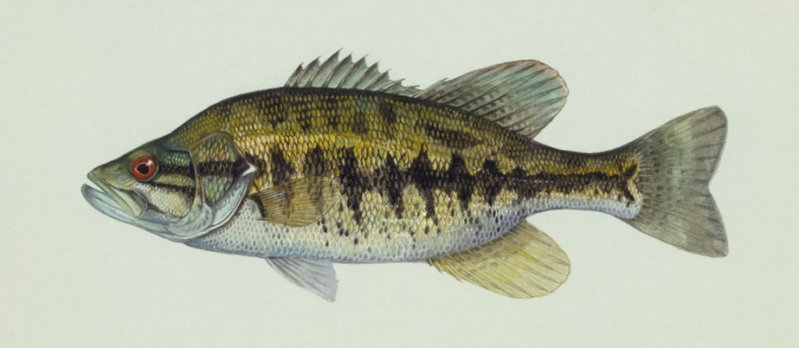
Micropterus notius
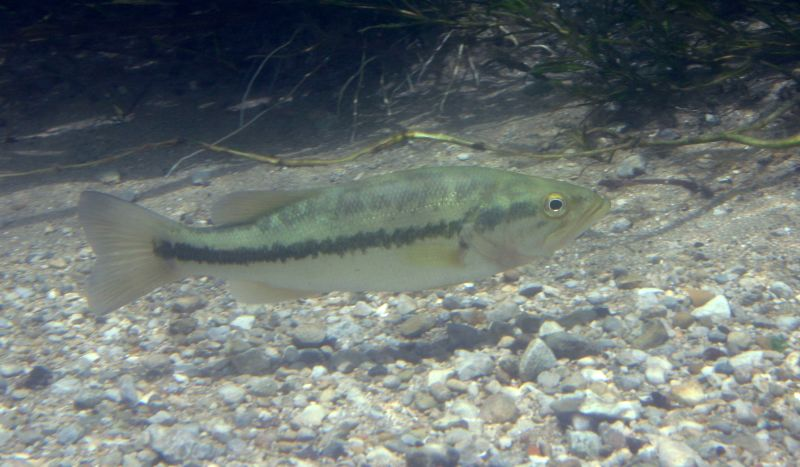
Micropterus salmoides
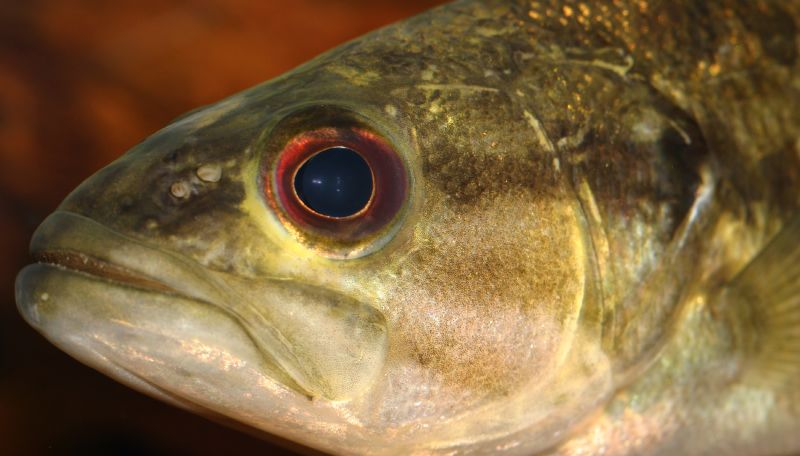
Micropterus treculii